# Hans Nilsson (kanotist)
För andra betydelser, se Hans Nilsson.
Hans Nilsson, född 5 september 1946 i Nyköping, är en svensk före detta kanotist med specialisering på K4, i vilken gren han deltog i olympiska spelen både 1968 och 1972. Nilsson tävlade under sin aktiva karriär för Nyköpings KK och är far till kanotisten Henrik Nilsson.
Nilsson är Stor grabb nummer 68 på Svenska Kanotförbundets lista över mottagare för utmärkelsen Stor kanotist.

## Meriter
- Olympiska sommarspelen 1968: K-4 1000 m, fjärde plats
- Olympiska sommarspelen 1972: K-4 1000 m, åttonde plats